# マイオークカ川

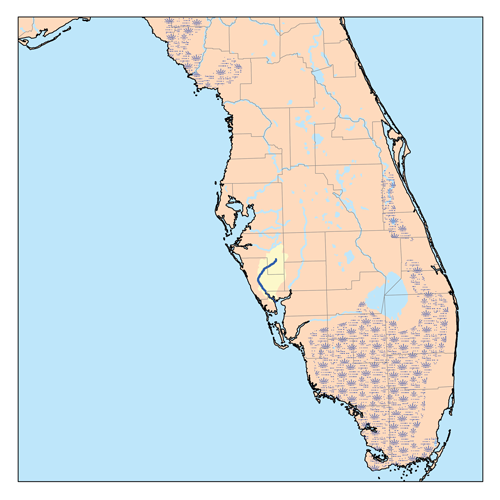

マイオークカ川 (マイオークカがわ、Myakka River) はアメリカ合衆国フロリダ州南西部にある川。
ハーディ郡とマナティ郡の境界付近に発し、南西、次いで南東にながれる。マナティ郡、サラソータ郡、シャーロット郡を通過し、メキシコ湾のシャーロット湾へと注ぐ。長さ109km、流域面積610 km2で、下流の32kmは感潮区間で汽水域である。
比較的開発はされておらず、川のうち19kmはマイオークカ川州立公園として保護されている。